# Challa
La challa o ch'alla o pago a la tierra es una práctica quechua y aymara realizada en Bolivia, Perú, Chile y Argentina, consistente en humedecer el suelo o algún elemento para el que se busca protección con bebidas de carácter ritual. Durante la práctica se invita el primer sorbo de la bebida a la Pachamama, y se pide fortuna para el objeto, emprendimiento o festividad involucrada, así como permiso para continuar obteniendo beneficios del mismo, esta invitación se realiza echando un chorro de la bebida al suelo, que representa a la Pachamama.

## Origen

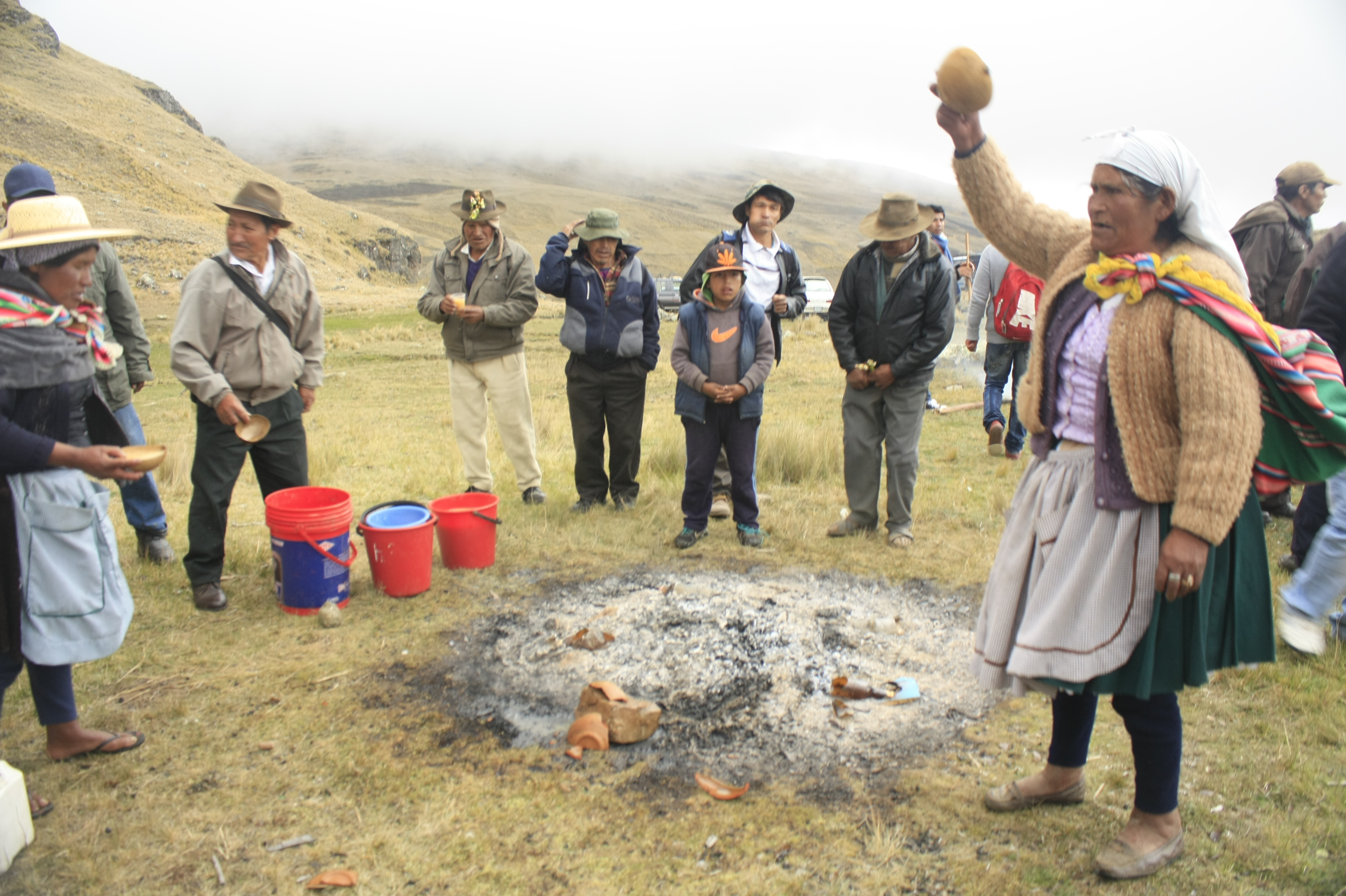
Ritual de pedido de agua en Qata Qata, Cochabamba.

La tradición tendría su origen en los rituales relacionados con la agricultura, en los que en agradecimiento a los frutos que se reciben de la tierra se convida a la Pachamama con ofrendas y regalos.

## Descripción
Aunque la práctica básica denominada challa consiste en el humedecimiento de la tierra, o invitación a la Pachamama, por extensión, se denomina challa a todo el rito de agradecimiento relacionado, al que suele denominarse challar, pero que también incluye la realización de mesas de ofrenda, wajt'as, al adornado de las construcciones, viviendas, oficinas y negocios.

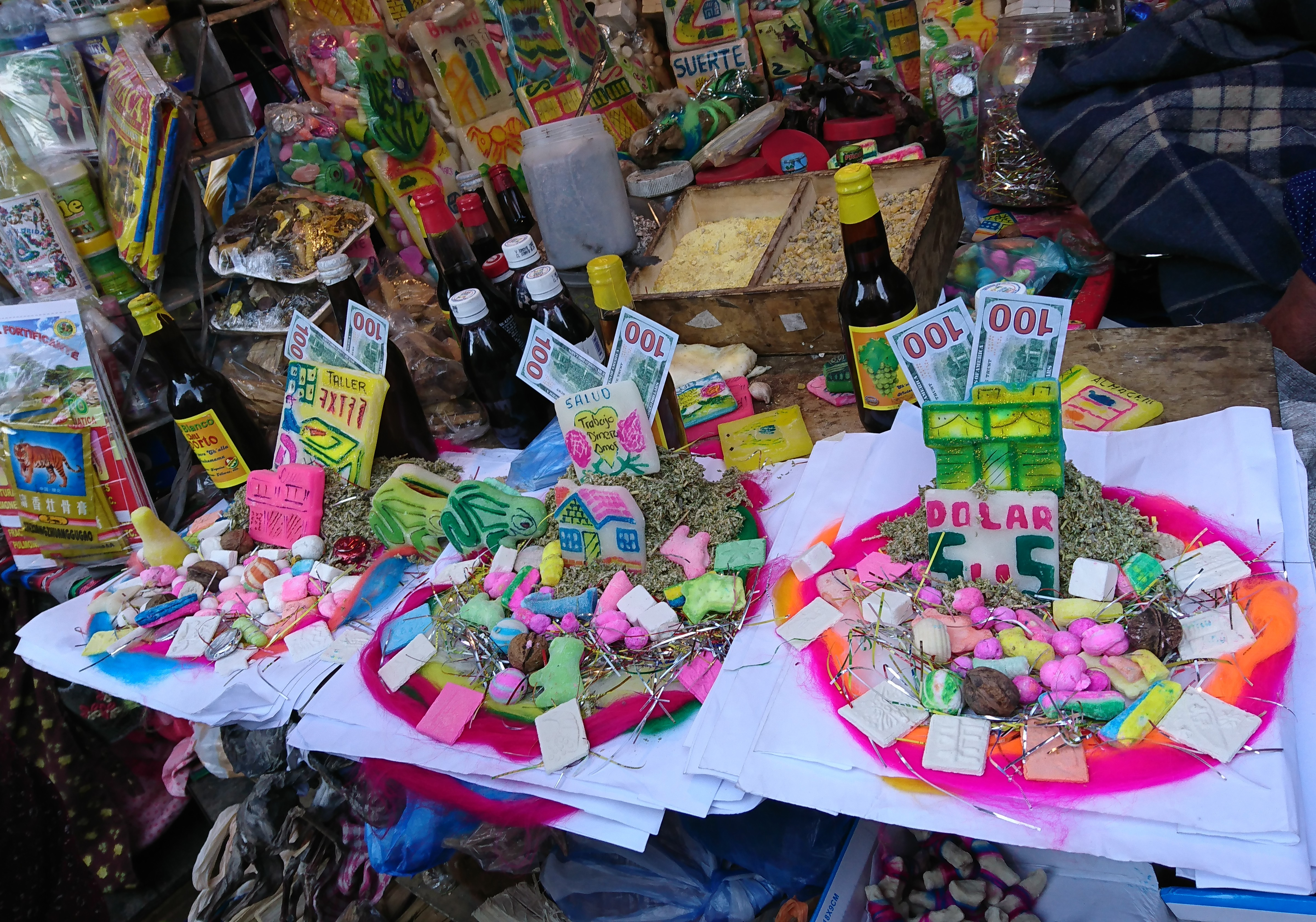
Mesa de ofrenda a la Pachamama, detrás vino de challa.

Una práctica que acompaña la challa es la preparación de una mesa, conjunto de dulces y otros objetos ceremoniales que se ponen a arder hasta consumirse, mientras dura el proceso, los celebrantes, entre los que puede haber un amauta o yatiri, van challando alrededor de la fogata, con bebidas como cerveza o vino de challa, este ritual puede acompañarse con sahumerio que incluye incienso y hierbas arromáticas como la k'oa, el celebrante pasa el incensario por el lugar de la celebración o incluso alrededor de las personas que presentan la ofrenda a la Pachamama.

## Festividades
Muchas otras festividades incluyen durante su desarrollo en rito de la challa, y es común que en las fiestas con influencia aimara siempre se destine el primer chorro de una bebida alcohólica a la Pachamama, echándose al suelo. Los prestes, festividades rotatorias también incluyen challas, y lo mismo sucede en matrimonios, velorios u otras actividades sociales que incluyan el consumo de alcohol. Celebraciones locales como la Fiesta del Gran Poder y el rito de medio día de Alasitas incluyen la práctica de challar.
En el caso de las construcciones, viviendas y oficinas suelen rociarse las esquinas ordenadamente, deseando suerte y pidiendo permiso.

### Martes de challa

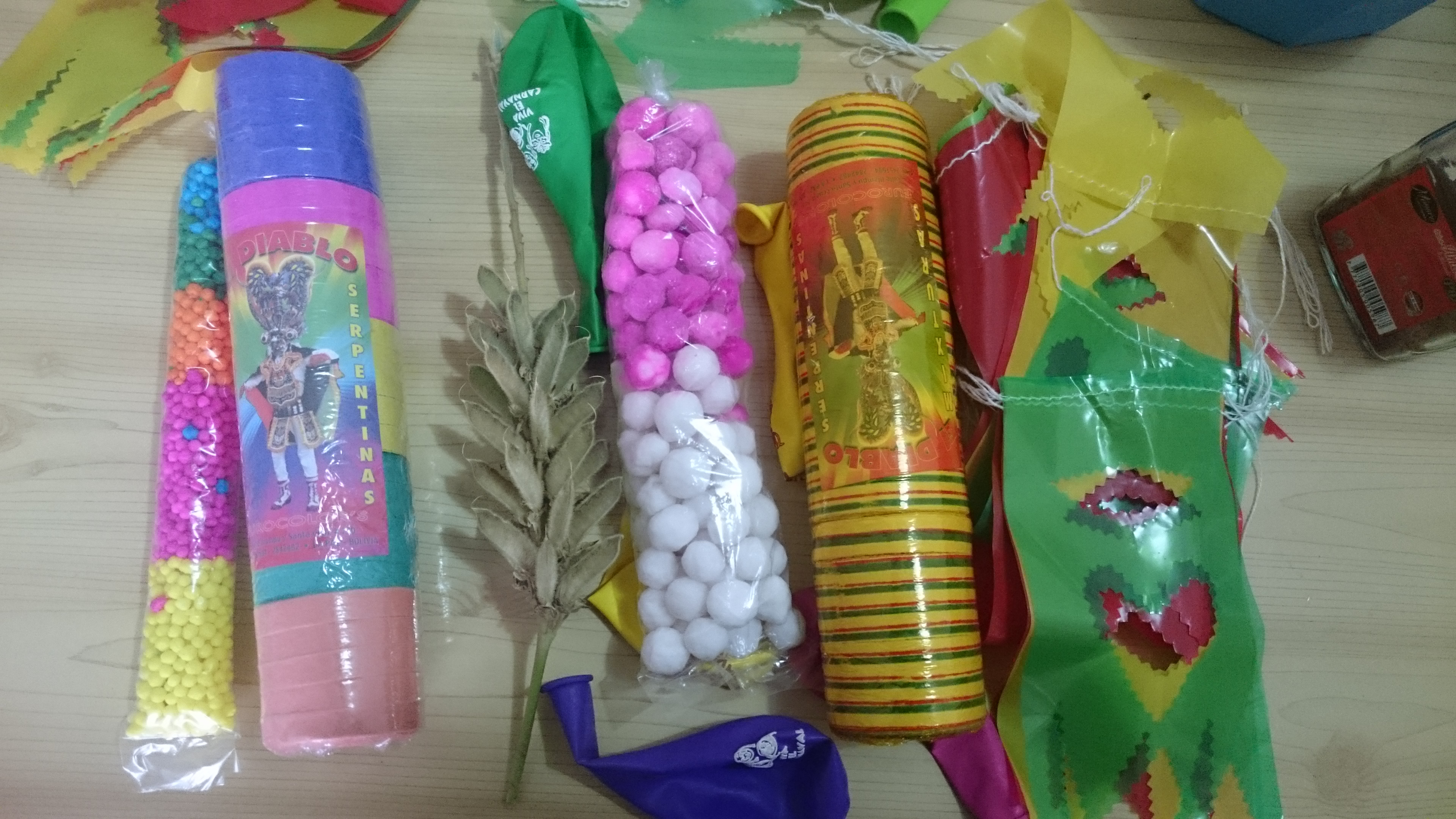
Artículos para challa, serpentina, confites y banderines.

Durante la celebración del carnaval, en las regiones en las que se practica esta tradición, se destina el día martes para realizar ofrendas y adornar los objetos considerados regalos de la deidad y solicitar buena fortuna para el futuro. Esta práctica se halla muy extendida en   Bolivia donde el rito se practica también el viernes en oficinas y lugares con apertura exclusiva en días de semana, a esta práctica se le denomina challar la oficina.
Algunos elementos utilizados durante el martes de challa son los confites, mixtura, serpentina, sullus, cohetes, frutos, banderines y flores que se usan para el adorno de los objetos o lugares a encomendarse así como para desear fortuna a los participantes envolviéndolos en serpentina, cubriéndolos con mixtura y brindando con ellos. Los celebrantes del evento también incluyen hojas de coca en las ofrendas y usualmente practican el acullico.